# Step by Step (альбом New Kids on the Block)
Step by Step — третий студийный альбом американского бой-бенда New Kids on the Block. Вышел в июне 1990 года на лейбле Columbia Records.

## История записи
После успеха предыдущего альбома Hangin’ Tough ребята из группы начали брать на себя более активную роль в творчестве, на этом альбоме они были соавторами и сопродюсерами нескольких треков. Они даже начали на большинстве песен сами играть на музыкальных инструментах.

## История релиза
На момент выхода этого альбома группа была очень популярна и успешно эксплуатировалась коммерчески: продавались майки с ними, наволочки, комиксы, игры, куклы, про них снимался даже детский мультсериал New Kids on the Block.
В США альбом Step by Step и лид-сингл «Step By Step» с него одновременно добрались до первых мест «Билборда» (на неделе, на которую пришлось 30 июня, в чартах Billboard 200 и Billboard Hot 100 соответственно). В Великобритании альбом достиг 1 места, а сингл «Step by Step» второго.
Когда второй сингл «Tonight» вошёл в США в первую десятку, группа как раз отправлялась в своё самое амбициозное на тот момент мировое турне.
Альбом хорошо продавался и стал мультиплатиновым, но к концу 1990 года, возможно, из-за того, что группа заполонила собой уже буквально все средства массовой информации и произошло перенасыщение и отторжение, публика (в том числе люди на радиостанциях и т. п.) начала от группы отворачиваться. В конце сентября вышел третий сингл с этого альбома «Let’s Try It Again», но ряд американских радиостанций отказались его играть, а другие выкинули его из плейлиста через несколько недель. Сингл добрался в США (в Billboard Hot 100) лишь до 53-го места.

## Список композиций
Слова и музыка всех песен — (если не указано иное) Морисом Старром.
| №                   | Название                                                                | Ведущий вокал                                | Длительность |
| ------------------- | ----------------------------------------------------------------------- | -------------------------------------------- | ------------ |
| 1.                  | «Step by Step»                                                          | Jordan Knight                                | 4:29         |
| 2.                  | «Tonight» (Al Lancellotti/Starr)                                        | New Kids on the Block                        | 3:28         |
| 3.                  | «Baby, I Believe In You»                                                | Jordan Knight                                | 4:42         |
| 4.                  | «Call It What You Want»                                                 | Jordan Knight, Donnie Wahlberg, Joe McIntyre | 4:12         |
| 5.                  | «Let’s Try It Again»                                                    | Danny Wood, Jordan Knight                    | 3:53         |
| 6.                  | «Happy Birthday» (Starr/Michael Jonzun)                                 | Jonathan Knight                              | 2:48         |
| 7.                  | «Games» (Donnie Wahlberg/Starr)                                         | Donnie Wahlberg                              | 3:29         |
| 8.                  | «Time Is on Our Side» (Lancellotti/Starr)                               | Donnie Walhberg                              | 3:49         |
| 9.                  | «Where Do I Go from Here?»                                              | Joe McIntyre                                 | 3:50         |
| 10.                 | «Stay with Me Baby»                                                     | Donnie Wahlberg                              | 4:21         |
| 11.                 | «Funny Feeling»                                                         | Joe McIntyre, Jordan Knight                  | 3:50         |
| 12.                 | «Never Gonna Fall in Love Again» (Danny Wood/T. Ra/Taharqa Aleem/Starr) | Danny Wood                                   | 5:07         |
| Общая длительность: | Общая длительность:                                                     | Общая длительность:                          | 47:44        |